# X-Rated (radioprogramma)
X-Rated is een radioprogramma voor experimentele muziek, avant-garde, industrial, ambient en elektronische muziek. Het programma wordt samengesteld en gepresenteerd door Bob Rusche en wordt elke zondagavond uitgezonden op de Concertzender.

## Programmering
X-Rated richt zich op experimentele muziek, waardoor het programma niet terechtkan op mainstream-radiozenders. Het laat ontoegankelijker muziek van labels als Roadburn Records en Databloem horen, waarbij ook ruimte is voor artiesten die (nog) weinig bekendheid genieten. 
Er is ook aandacht voor Nederlandse festivals zoals het multidisciplinair kunstfestival Incubate in Tilburg en Summer Darkness in Utrecht. Ook doet het verslag van buitenlandse festivals zoals het avant-gardistische muziekfestival Phobos in Wuppertal. In het verleden bracht X-Rated specials met obscure bands als Einstürzende Neubauten, Laibach en Current 93.

## Geschiedenis

### Kink FM
X-Rated is bedacht en werd gepresenteerd door Arjen Grolleman. Kort na het ontstaan werd Grolleman enkele jaren bijgestaan door Bauke van der Wal van The (Law-Rah) Collective als medepresentator. Bob Rusche schoof in 1999 aan en sinds het overlijden van Grolleman in 2010 wordt het programma door hem alleen gepresenteerd. Het programma is 16 jaar op Kink FM te horen geweest onder de namen X-Rated en Kink FM-X-Rated. Het maakte al sinds de start van Kink FM onderdeel uit van de programmering. Het was een programma op de zondagavond tussen 21.00 uur en middernacht. Naast het radioprogramma was er vanaf 2011 ook een themakanaal waarop 24 uur per dag deze muziek te beluisteren viel.

### Concertzender
Nadat Kink FM op 1 oktober 2011 haar deuren had moeten sluiten, nam de Concertzender het programma over. Op 6 oktober was de eerste uitzending op die zender. Op 8 december maakte het programma een introductie-uitzending waarin een volledig beeld geschetst werd van het totale spectrum dat X-Rated bood. Na een periode op verschillende tijdstippen uitgezonden te zijn geweest, is het programma sinds februari 2012 weer op de zondagavond te beluisteren. X-Rated wordt tegenwoordig wekelijks uitgezonden op de Concertzender tussen 21 en 23 uur en gepresenteerd door Bob Rusche, die samen met wijlen Arjen Grolleman het programma oprichtte.

## Discografie

### Verzamel-cd's
- X-Rated: The Electronic Files (2002)
- X-Rated: The Dark Files (2006; Steamin'Soundworks)